# Mark Zemansky
Mark Waldo Zemansky (Nova Iorque, 5 de maio de 1900 — Teaneck, 29 de dezembro de 1981) foi um físico estadunidense.
Foi professor de física do City College of New York, de 1925 a 1967. É conhecido como coautor de University Physics, um prestigiado livro texto introdutório sobre física, com Francis Sears (assim, este livro é frequentemente referenciado como "Sears e Zemansky").

## Publicações selecionadas
- Mitchell, Allan C. G.; Zemansky, Mark W. (1934). Resonance Radiation and Excited Atoms, Cambridge [Eng.] University Press
- Zemansky, Mark W. (1937). Heat and Thermodynamics: an Intermediate Textbook for Students of Physics, Chemistry, and Engineering New York : McGraw-Hill Publishing Company.
  - Zemansky, Mark W. and Dittman, Richard. (1997). Heat and Thermodynamics: an Intermediate Textbook (edition: 7). McGraw-Hill.
- Sears, Francis; Zemansky, Mark. (1947–1948). College Physics, 2 volumes, Cambridge, Mass. : Addison-Wesley Press
  - Sears, Francis; Zemansky, Mark, et al. (1991). College Physics 7th Edition ed. [S.l.]: Addison Wesley
- Zemansky, Mark W. (1964). Temperatures Very Low and Very High. Princeton, N.J., Published for the Commission on College Physics by D. Van Nostrand Company Inc. (reprinted by Dover Publications Inc., New York, NY, in 1981) (alternative copy of entire book online - Internet Archive)